# Bainsford
Bainsford est un village situé dans le Falkirk, en Écosse.